# 那不勒斯意大利面

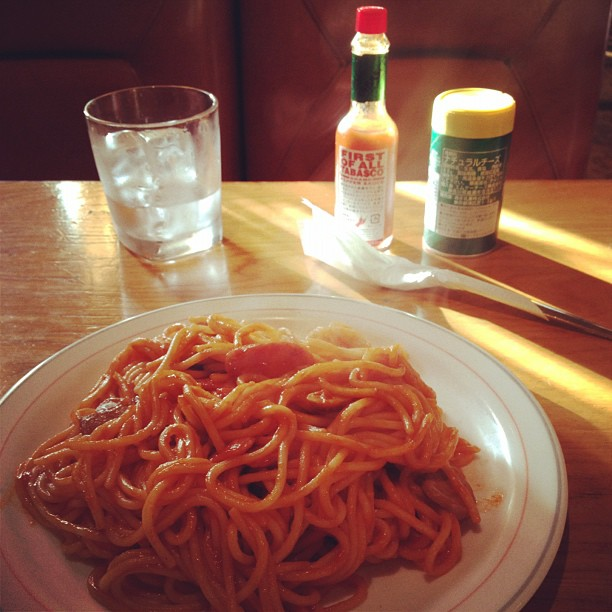
拿坡里義大利麵的一例。後方右側的是起司粉，中間是塔巴斯科辣椒醬。

拿坡里義大利麵（日语： Naporitan）是一種將義大利麵和洋蔥、青椒等等用番茄醬翻炒的日本洋食。 
這道菜改良自拿坡里的蕃茄義大利麵，是二戰後經由日本橫濱的洋食廚師入江茂忠參照拿坡里義大利麵改良而成，成為日本一種大眾化的菜餚。在泡沫經濟時期以前的喫茶店、輕食堂等餐廳幾乎都有供應，此外也作為家庭料理食用。

## 調理方法與概要
根據日本義大利麵協會的推薦食譜，要將義大利麵與培根、洋蔥、青椒、番茄等食材以番茄醬翻炒、焦化調理。培根能用火腿、維也納小香腸等替換。最後依照個人喜好撒上塔巴斯科辣椒醬、紅椒粉或起司粉。

## 脚注
1. ↑  . 日本パスタ協会.   [2020-06-14]. （原始内容存档于2020-10-31） （日语）.